# سرفيل جناحي الثمار
سرفيل جناحي الثمار (الاسم العلمي:Grammosciadium pterocarpum) هو نوع من النباتات يتبع جنس السرفيل المخطط من الفصيلة الخيمية.